# GAUZE
GAUZE is dir en grey's eerste album en tevens hun eerste album dat werd uitgebracht bij een grote platenmaatschappij.
Tijdens deze periode was de band ook nog erg bezig met visual kei. Het album heeft vergeleken met de nieuwere albums van Dir en grey een vrij zacht geluid. Bij de productie van GAUZE kreeg de band hulp van Yoshiki Hayashi, iemand met heel veel aanzien in het wereldje van de J-rock. Gauze bereikte de vijfde plek op de oricon album-chart.

## Inhoud
1. "GAUZE -mode of adam-" - 2:07
2. "Schweinの椅子" (Schwein no isu) - 3:31
3. "ゆらめき" - 5:05
4. "raison detre" - 4:48
5. "304号室、白死の桜" (304 goushitsu, hakushi no sakura) - 5:18
6. "Cage" - 5:35
7. "蜜と唾" (tsumi to batsu*)- 5:08
8. "mazohyst of decadence" - 9:22
9. "予感" (yokan) - 4:39
10. "MASK" - 4:25
11. "残 -ZAN-" - 5:03
12. "アクロの丘" (akuro no oka) - 9:42
13. "GAUZE -mode of eve-" - 0:04

## Artiesten
- Kyo - Zang
- Toshiya - bassist
- Kaoru - gitarist
- Die - gitarist
- Shinya - Drummer